# Alex & Sigges podcast
Alex & Sigges podcast är ett svenskt poddradioprogram av Alex Schulman och Sigge Eklund som utkommer varje fredag och hade premiär den 7 juni 2012.
Den har genom åren vunnit flera priser och rankas återkommande av Orvesto som en av de mest lyssnade poddarna i Sverige med omkring 500 000 lyssnare varje vecka (2019).